# Tripoli (Ponto)
Tripoli (in greco antico: Τρίπολις?, Tripolis), anticamente Ischopolis (Ἰσχόπολις), era un'antica città-fortezza del Ponto Polemoniaco (alias regione del Ponto), e con un porto di discreta importanza; oggi è il sito e l'etimo del toponimo della città di Tirebolu nella provincia di Giresun, nella regione del Mar Nero, in Turchia. Apparteneva ai Mossineci e si trovava a una distanza di 18 km a est da Capo Zefiro. Il luogo è situato su un promontorio roccioso.